# Liste der Kulturdenkmale in Harztor
Die Liste der Kulturdenkmale in Harztor umfasst die als Ensembles, Straßenzüge und Einzeldenkmale erfassten Kulturdenkmale der thüringischen Landgemeinde Harztor im Landkreis Nordhausen und ihren Ortsteilen.
Die Angaben in der Liste ersetzen nicht die rechtsverbindliche Auskunft der zuständigen Denkmalschutzbehörde.

## Legende
- Bild: zeigt ein Bild des Kulturdenkmals und gegebenenfalls einen Link zu weiteren Fotos des Kulturdenkmals im Medienarchiv Wikimedia Commons
- Bezeichnung: Name, Bezeichnung oder die Art des Kulturdenkmals
- Lage: Wenn vorhanden Straßenname und Hausnummer des Kulturdenkmals; Grundsortierung der Liste erfolgt nach dieser Adresse. Der Link Karte führt zu verschiedenen Kartendarstellungen und nennt die Koordinaten des Kulturdenkmals.
 Kartenansicht, um Koordinaten zu setzen – in dieser Kartenansicht sind Kulturdenkmale ohne Koordinaten mit einem roten bzw. orangen Marker dargestellt und können in der Karte gesetzt werden. Kulturdenkmale ohne Bild sind mit einem blauen bzw. roten Marker gekennzeichnet, Kulturdenkmale mit Bild mit einem grünen bzw. orangen Marker.
- Datierung: gibt das Jahr der Fertigstellung beziehungsweise das Datum der Erstnennung oder den Zeitraum der Errichtung an
- Beschreibung: bauliche und geschichtliche Einzelheiten des Kulturdenkmals, vorzugsweise die Denkmaleigenschaften
- ID: Die ID identifiziert das Kulturdenkmal eindeutig. In Thüringen sind aktuell keine IDs veröffentlicht. In der ID-Spalte kann sich auch folgendes Icon  befinden, dies führt zu Angaben zu diesem Kulturdenkmal bei Wikidata.

## Kulturdenkmale nach Ortsteilen

### Harzungen
| Bild                                    | Bezeichnung                                | Lage                          | Datierung | Beschreibung                                                                 | ID |
| --------------------------------------- | ------------------------------------------ | ----------------------------- | --------- | ---------------------------------------------------------------------------- | -- |
| weitere Bilder Fotos hochladen          | Kirche St. Andreas                         | Dorfstraße 4 (Karte)          |           | St.-Andreas-Kirche samt künstlerischer Ausstattung, Kirchhof und Einfriedung |    |
| BW                                      | Grabstätte für Opfer des KZ Mittelbau-Dora | Friedhof (Karte)              |           | Grabstätte für Opfer des ehemaligen Außenkommandos des KZ Mittelbau-Dora     |    |
| Direkt Bild zu diesem Denkmal hochladen | Gedenkstele für KZ-Opfer des Todesmarsches | Koordinaten fehlen! Hilf mit. |           | Gedenkstele zur Erinnerung an den Todesmarsch von KZ-Häftlingen              |    |

### Herrmannsacker
| Bild                                    | Bezeichnung                       | Lage                            | Datierung | Beschreibung                                                                   | ID |
| --------------------------------------- | --------------------------------- | ------------------------------- | --------- | ------------------------------------------------------------------------------ | -- |
| weitere Bilder Fotos hochladen          | Evangelische Kirche St. Mauritius | Kirchgasse (Karte)              |           | St.-Mauritius-Kirche samt künstlerischer Ausstattung, Kirchhof und Einfriedung |    |
| BW                                      | Forsthaus                         | Breitensteiner Straße 7 (Karte) |           | Forsthaus und Scheune                                                          |    |
| BW                                      | Hofanlage                         | Breitensteiner Straße 8 (Karte) |           | Hofanlage                                                                      |    |
| BW                                      | Wohnhaus                          | Dorfplatz 2 (Karte)             |           | Wohnhaus                                                                       |    |
| BW                                      | Wohnhaus                          | Dorfplatz 3 (Karte)             |           | Wohnhaus                                                                       |    |
| BW                                      | Wohnhaus                          | Dorfplatz 12 (Karte)            |           | Wohnhaus                                                                       |    |
| BW                                      | Hofanlage                         | Hauptstraße 5 (Karte)           |           | Hofanlage                                                                      |    |
| Direkt Bild zu diesem Denkmal hochladen | Hofanlage                         | Hauptstraße 9                   |           | Hofanlage                                                                      |    |
| Direkt Bild zu diesem Denkmal hochladen | Wohnhaus                          | Pfarrgasse 2                    |           | Wohnhaus, „Alte Schmiede“                                                      |    |
| BW                                      | Hofanlage                         | Obere Reihe 2 (Karte)           |           | Hofanlage                                                                      |    |
| BW                                      | Wohnhaus                          | Untere Reihe 6 (Karte)          |           | Wohnhaus                                                                       |    |
| BW                                      | Wohnhaus                          | Untere Reihe 8 (Karte)          |           | Wohnhaus und Stallung                                                          |    |
| weitere Bilder Fotos hochladen          | Burgruine Ebersburg               | (Karte)                         |           | Gesamtanlage der Burgruine                                                     |    |

### Ilfeld
| Bild                                    | Bezeichnung                          | Lage                                 | Datierung | Beschreibung                                                                            | ID |
| --------------------------------------- | ------------------------------------ | ------------------------------------ | --------- | --------------------------------------------------------------------------------------- | -- |
| weitere Bilder Fotos hochladen          | Evangelische Kirche St. Georg-Marien | (Karte)                              |           | Kirche samt künstlerischer Ausstattung, Kirchhof und Einfriedung                        |    |
| weitere Bilder Fotos hochladen          | Bahnhof Ilfeld                       | Bahnhofstraße 3 (Karte)              |           | Bahnhofsanlage der Harzer Schmalspurbahnen                                              |    |
| BW                                      | Denkmalsensemble „Burggasse“         | Burggasse 1–19 und 2–34 (Karte)      |           | kennzeichnendes Straßenbild                                                             |    |
| BW                                      | Wohnhaus                             | Burggasse 3 (Karte)                  |           | auch Burgstraße 3                                                                       |    |
| BW                                      | Wohnhaus                             | Burggasse 5 (Karte)                  |           | auch Burgstraße 5                                                                       |    |
| BW                                      | Wohnhaus                             | Burggasse 7 (Karte)                  |           | auch Burgstraße 7                                                                       |    |
| BW                                      | Wohnhaus                             | Burggasse 24 (Karte)                 |           | auch Burgstraße 24                                                                      |    |
| weitere Bilder Fotos hochladen          | Denkmalsensemble „Georgsplatz“       | Georgsplatz 1–6, (Karte)             |           | bestehend aus Georgsplatz 1–6, Georgskirche, Spritzenhaus, Gutsstraße 1, Kriegerdenkmal |    |
| weitere Bilder Fotos hochladen          | Wohnhaus                             | Georgsplatz 2 (Karte)                |           |                                                                                         |    |
| weitere Bilder Fotos hochladen          | Wohnhaus                             | Georgsplatz 3                        |           |                                                                                         |    |
| weitere Bilder Fotos hochladen          | Wohnhaus                             | Georgsplatz 6 (Karte)                |           |                                                                                         |    |
| weitere Bilder Fotos hochladen          | Spritzenhaus                         | Georgsplatz 8                        |           | auch Bestandteil des Denkmalsensemble „Georgsplatz“                                     |    |
| Direkt Bild zu diesem Denkmal hochladen | Wohnhaus                             | Gutsstraße 1                         |           | Denkmalsensemble „Georgsplatz“                                                          |    |
| Direkt Bild zu diesem Denkmal hochladen | ehemalige Gutsanlage                 | Gutsstraße 3                         |           | Stiftsgut, Klosteranlage                                                                |    |
| weitere Bilder Fotos hochladen          | Denkmalsensemble „Ilgerstraße“       | Ilgerstraße 22–46 und 33–57 (Karte)  |           | kennzeichnendes Straßenbild                                                             |    |
| BW                                      | Wohnhaus                             | Ilgerstraße 28 (Karte)               |           |                                                                                         |    |
| BW                                      | Wohnhaus                             | Ilgerstraße 40 (Karte)               |           | Wohnhaus                                                                                |    |
| BW                                      | ehemaliges Amtshaus                  | Ilgerstraße 51, 51a (Karte)          |           |                                                                                         |    |
| Direkt Bild zu diesem Denkmal hochladen | Ilgerbrunnen                         | Ilgerstraße 51                       |           | Brunnen im Hof                                                                          |    |
| BW                                      | Wohnhaus                             | Ilgerstraße 53 (Karte)               |           |                                                                                         |    |
| BW                                      | Wohnhaus                             | Ilgerstraße 55 (Karte)               |           |                                                                                         |    |
| Fotos hochladen                         | Neanderklinik                        | Neanderplatz 3–4 (Karte)             |           | Teil der ehemaligen Klosterschule                                                       |    |
| Direkt Bild zu diesem Denkmal hochladen | Denkmal Michael Neander              | Neanderplatz                         |           |                                                                                         |    |
| BW                                      | ehemaliges Amtshaus                  | Neanderplatz 5 (Karte)               |           |                                                                                         |    |
| Fotos hochladen                         | Hotel                                | Neanderplatz 6 (Karte)               |           | Hotel „Am Kloster“                                                                      |    |
| BW                                      | Denkmalsensemble „Obertor“           | Obertor 1, 2, 4, 8, 10, 12 (Karte)   |           | kennzeichnendes Straßenbild                                                             |    |
| BW                                      | Wohnhaus                             | Obertor 4 (Karte)                    |           | auch Bestandteil des Denkmalsensemble „Obertor“                                         |    |
| BW                                      | Wohnhaus                             | Obertor 8 (Karte)                    |           | auch Bestandteil des Denkmalsensemble „Obertor“                                         |    |
| BW                                      | Wohnhaus                             | Obertor 10 (Karte)                   |           | auch Bestandteil des Denkmalsensemble „Obertor“                                         |    |
| BW                                      | Wohnhaus                             | Obertor 12 (Karte)                   |           | auch Bestandteil des Denkmalsensemble „Obertor“                                         |    |
| BW                                      | ehemaliger Umspannturm               | Obertor 24c (Karte)                  |           |                                                                                         |    |
| weitere Bilder Fotos hochladen          | Aussichtsturm                        | Poppenberg (Karte)                   |           |                                                                                         |    |
| BW                                      | Villa                                | Walter-Rathenau-Str. 9 (Karte)       |           |                                                                                         |    |
| BW                                      | Wohnhaus                             | Julius-Kleinspehn-Schanze 14 (Karte) |           |                                                                                         |    |
| BW                                      | Stele                                | Kurpark (Karte)                      |           | Stele zur Erinnerung an die Todesmärsche der KZ-Häftlinge                               |    |
| weitere Bilder Fotos hochladen          | Stollenanlage                        | Koordinaten fehlen! Hilf mit.        |           | Stollen „Lange Wand“                                                                    |    |
| Direkt Bild zu diesem Denkmal hochladen | Grenzsteine                          | Koordinaten fehlen! Hilf mit.        |           | Grenzsteine und Herrensteine                                                            |    |

### Netzkater
| Bild                           | Bezeichnung                | Lage                                                     | Datierung | Beschreibung                               | ID |
| ------------------------------ | -------------------------- | -------------------------------------------------------- | --------- | ------------------------------------------ | -- |
| weitere Bilder Fotos hochladen | Rabensteiner Stollen       | Rabensteiner Stollen, 99768 Ilfeld, OT Netzkater (Karte) |           |                                            |    |
| weitere Bilder Fotos hochladen | Bahnhof Netzkater          | Netzkater 6 (Karte)                                      |           | Bahnhofsanlage der Harzer Schmalspurbahnen |    |
| weitere Bilder Fotos hochladen | Bahnhof Eisfelder Talmühle | (Karte)                                                  | 1898      | Bahnhofsanlage der Harzer Schmalspurbahnen |    |

### Neustadt
| Bild                           | Bezeichnung                   | Lage                                              | Datierung | Beschreibung                                                               | ID |
| ------------------------------ | ----------------------------- | ------------------------------------------------- | --------- | -------------------------------------------------------------------------- | -- |
| weitere Bilder Fotos hochladen | Burgruine Hohnstein           | (Karte)                                           | 1120      | Bauliche Gesamtanlage                                                      |    |
| weitere Bilder Fotos hochladen | Talsperre                     | Hauptstraße 9 (Karte)                             |           | Talsperre Neustadt (Harz) und Wohnhaus                                     |    |
| weitere Bilder Fotos hochladen | Evangelische Kirche St. Georg | Kirchplatz 7–5 (Karte)                            |           | St.-Georg-Kirche samt künstlerischer Ausstattung, Kirchhof und Einfriedung |    |
| BW                             | Ackerbürgerhaus               | Badestraße 2 (Karte)                              |           | Ackerbürgerhaus                                                            |    |
| BW                             | Ackerbürgerhaus               | Badestraße 8 (Karte)                              |           | Ackerbürgerhaus                                                            |    |
| BW                             | Wohnhaus                      | Badestraße 12 (Karte)                             |           | Wohnhaus                                                                   |    |
| BW                             | Wohnhaus                      | Badestraße 16 (Karte)                             |           | Wohnhaus                                                                   |    |
| BW                             | Sanatorium                    | Badestraße 20 (Karte)                             |           | Sanatorium                                                                 |    |
| BW                             | Wohnhaus                      | Badestraße 28 (Karte)                             |           | Wohnhaus                                                                   |    |
| BW                             | Wohnhaus                      | Badestraße 29 (Karte)                             |           | Wohnhaus                                                                   |    |
| BW                             | Straßenzug Badestraße         | Badestraße 1–25, 26, 27, 28, Kirchplatz 1 (Karte) |           | Straßenzug                                                                 |    |
| BW                             | Wohn- und Geschäftshaus       | Burgstraße 1 (Karte)                              |           | Wohn- und Geschäftshaus                                                    |    |
| BW                             | Wohnhaus                      | Burgstraße 9 (Karte)                              |           | Wohnhaus                                                                   |    |
| BW                             | Wohnhaus                      | Burgstraße 11 (Karte)                             |           | Wohnhaus                                                                   |    |
| BW                             | Wohnhaus                      | Burgstraße 14 (Karte)                             |           | Wohnhaus                                                                   |    |
| BW                             | Wohnhaus                      | Burgstraße 16 (Karte)                             |           | Wohnhaus                                                                   |    |
| BW                             | Wohnhaus                      | Burgstraße 30 (Karte)                             |           | Wohnhaus                                                                   |    |
| Fotos hochladen                | ehemalige Domäne              | Burgstraße 34 (Karte)                             |           | Herrenhaus, Verwalterhaus                                                  |    |
| BW                             | ehemaliges Forsthaus          | Burgstraße 40 (Karte)                             |           | ehemaliges Forsthaus                                                       |    |
| Fotos hochladen                | Hotel                         | Burgstraße 42 (Karte)                             |           | Hotel „Hohnstein“                                                          |    |
| BW                             | Wohnhaus                      | Burgstraße 56 (Karte)                             |           | Wohnhaus                                                                   |    |
| BW                             | Denkmalensemble „Burgstraße“  | Burgstraße 34–37 (Karte)                          |           | Bauliche Gesamtanlage, Straßenzug                                          |    |
| BW                             | Straßenzug „Burgstraße“       | Burgstraße 1–25, 42–64 (Karte)                    |           | Straßenzug                                                                 |    |
| BW                             | Wohnhaus                      | Hintergasse 9 (Karte)                             |           | Wohnhaus                                                                   |    |
| BW                             | Wohnhaus                      | Neustädter Kirchplatz 2 (Karte)                   |           | Wohnhaus                                                                   |    |
| BW                             | Wohnhaus                      | Neustädter Kirchplatz 3 (Karte)                   |           | Wohnhaus                                                                   |    |
| BW                             | Wohnhaus                      | Neustädter Kirchplatz 4 (Karte)                   |           | Wohnhaus                                                                   |    |
| BW                             | Wohnhaus                      | Neustädter Kirchplatz 6 (Karte)                   |           | Wohnhaus                                                                   |    |
| BW                             | Wohnhaus                      | Neustädter Kirchplatz 7 (Karte)                   |           | Wohnhaus                                                                   |    |
| weitere Bilder Fotos hochladen | Rolandfigur                   | Neustädter Steinstraße 1 (Karte)                  |           | Skulptur                                                                   |    |
| BW                             | Wohnhaus                      | Neustädter Steinstraße 2 (Karte)                  |           | Wohnhaus                                                                   |    |
| BW                             | Straßenzug „Steinstraße“      | Neustädter Steinstraße 1–4, 7 (Karte)             |           | Straßenzug, Häusergruppe                                                   |    |
| BW                             | Gemeindeverwaltung            | Stollberger Straße 3–4 (Karte)                    |           | ehemaliges Wohnhaus                                                        |    |
| Fotos hochladen                | Stadttor                      | Torstraße (Karte)                                 |           |                                                                            |    |
| BW                             | Wohnhaus                      | Torstraße 1 (Karte)                               |           | Wohnhaus                                                                   |    |
| BW                             | Wohnhaus                      | Torstraße 3 (Karte)                               |           | Wohnhaus und Scheune                                                       |    |

### Niedersachswerfen
| Bild                           | Bezeichnung                            | Lage                                | Datierung | Beschreibung                                                     | ID |
| ------------------------------ | -------------------------------------- | ----------------------------------- | --------- | ---------------------------------------------------------------- | -- |
| weitere Bilder Fotos hochladen | Evangelische Kirche St. Johannis-Pauli | (Karte)                             |           | Kirche samt künstlerischer Ausstattung, Kirchhof und Einfriedung |    |
| BW                             | Wohnhaus                               | Am Bahnhof 3 (Karte)                |           |                                                                  |    |
| BW                             | Wohnhaus                               | Ernst-Thälmann-Platz 10 (Karte)     |           |                                                                  |    |
| BW                             | Wohnhaus                               | Harzstraße 11 (Karte)               |           |                                                                  |    |
| BW                             | Wohnhaus                               | Kirchplatz 4 (Karte)                |           |                                                                  |    |
| BW                             | Hofanlage                              | Puschkinstraße 9 (Karte)            |           |                                                                  |    |
| weitere Bilder Fotos hochladen | Bahnhofsanlage                         | (Karte)                             |           | Harzer Schmalspurbahnen                                          |    |
| BW                             | Denkmalsensemble                       | Northeimer Str. 2–14, 19–28 (Karte) |           | Straßenzug                                                       |    |

### Osterode
| Bild                           | Bezeichnung                     | Lage                                | Datierung | Beschreibung                                                     | ID |
| ------------------------------ | ------------------------------- | ----------------------------------- | --------- | ---------------------------------------------------------------- | -- |
| weitere Bilder Fotos hochladen | Evangelische Kirche St. Juliana | (Karte)                             |           | Kirche samt künstlerischer Ausstattung, Kirchhof und Einfriedung |    |
| BW                             | Hofanlage                       | Osteröder Hauptstraße 4 (Karte)     |           |                                                                  |    |
| BW                             | Pestalozzischule                | Osteröder Hauptstraße 35,36 (Karte) |           | Haupthaus und Schlafhaus                                         |    |
| BW                             | Wohnhaus                        | Osteröder Hauptstraße 39 (Karte)    |           | Wohnhaus, ehemaliges Pfarrhaus                                   |    |

### Wiegersdorf
| Bild                           | Bezeichnung                    | Lage    | Datierung | Beschreibung                                                     | ID |
| ------------------------------ | ------------------------------ | ------- | --------- | ---------------------------------------------------------------- | -- |
| weitere Bilder Fotos hochladen | Evangelische Kirche St. Jacobi | (Karte) |           | Kirche samt künstlerischer Ausstattung, Kirchhof und Einfriedung |    |